# 큰도깨비쥐속
큰도깨비쥐속 또는 아프리카도깨비쥐속(Cricetomys)은 붉은숲쥐과에 속하는 아프리카 설치류 속이다. 4종을 포함하고 있다. 머리부터 몸까지 길이는 24~45cm, 비늘 꼬리 길이는 36~46cm이다. 몸무게는 1~1.5kg이다.

## 하위 종
- 남부큰도깨비쥐 (Cricetomys ansorgei) - 감비아도깨비쥐의 이명으로 간주하기도 함.
- 감비아도깨비쥐 또는 큰아프리카도깨비쥐 (Cricetomys gambianus)
- 에민도깨비쥐 (Cricetomys emini)
- 키부큰도깨비쥐 (Cricetomys kivuensis) - 에민도깨비쥐의 이명으로 간주하기도 함.